# Vidjápati
Vidjápati (v sanskrtu विद्यापति; transl. vidyāpati) (asi 1352 – asi 1448) byl maithilský básník a sanskrtský spisovatel. Jeho jméno je odvozeno ze sanskrtských slov vidjá (विद्या; „vědění“) a pati (पति; „pán“); v překladu jeho jméno znamená „pán (muž) vědění“.
Vidjápati je znám hlavně svými texty věnované Šivovi. Jeho psaný jazyk je nejbližší maithilštině, jazyku používaném kolem Mithily v oblasti dnešního Biháru. Vidjápatiho texty nabyly na významu hlavně po jeho smrti, a to zejména v hindustánských, bengálských a další východních tradicích.